# Kalmar Fäktklubb
Kalmar Fäktklubb, KFK, är en fäktklubb i Kalmar som bildades 1953 på initiativ av Åke Möller. Klubbens huvudsakliga verksamhet riktar sig mot ungdomar men ett par seniorer står för klubbens främsta framgångar. KFK är den enda klubben i Kalmar som haft OS-deltagare vid varje olympiska spelen under perioden 1972-1992. KFK har under åren vunnit många fina framgångar. Senaste åren har KFK skördat framgångar framförallt i lag där både herrflorettlag och damvärjlag tagit SM-silver. År 2006 (Kinka Barvestad, Nina Westman, Sanna Westman) och 2007 (Kinka Barvestad, Hillevi Robertsson, Nina Westman, Sanna Westman) stod damlaget som segrare på lag-SM. Dessutom har Nina Westman tagit guld (2005) och silver (2006) i lag på junior-EM. Kinka Barvestad blev individuell svensk mästarinna 2009, 2010, 2014 och 2016. Emma Fransson blev svensk mästarinna 2022.